# Rozwój administracji Kościoła katolickiego w Stanach Zjednoczonych
Na terenie Stanów Zjednoczonych istnieje dziś 31 archidiecezji i 146 diecezji obrządku łacińskiego. Każdy stan posiada przynajmniej jedną diecezję.

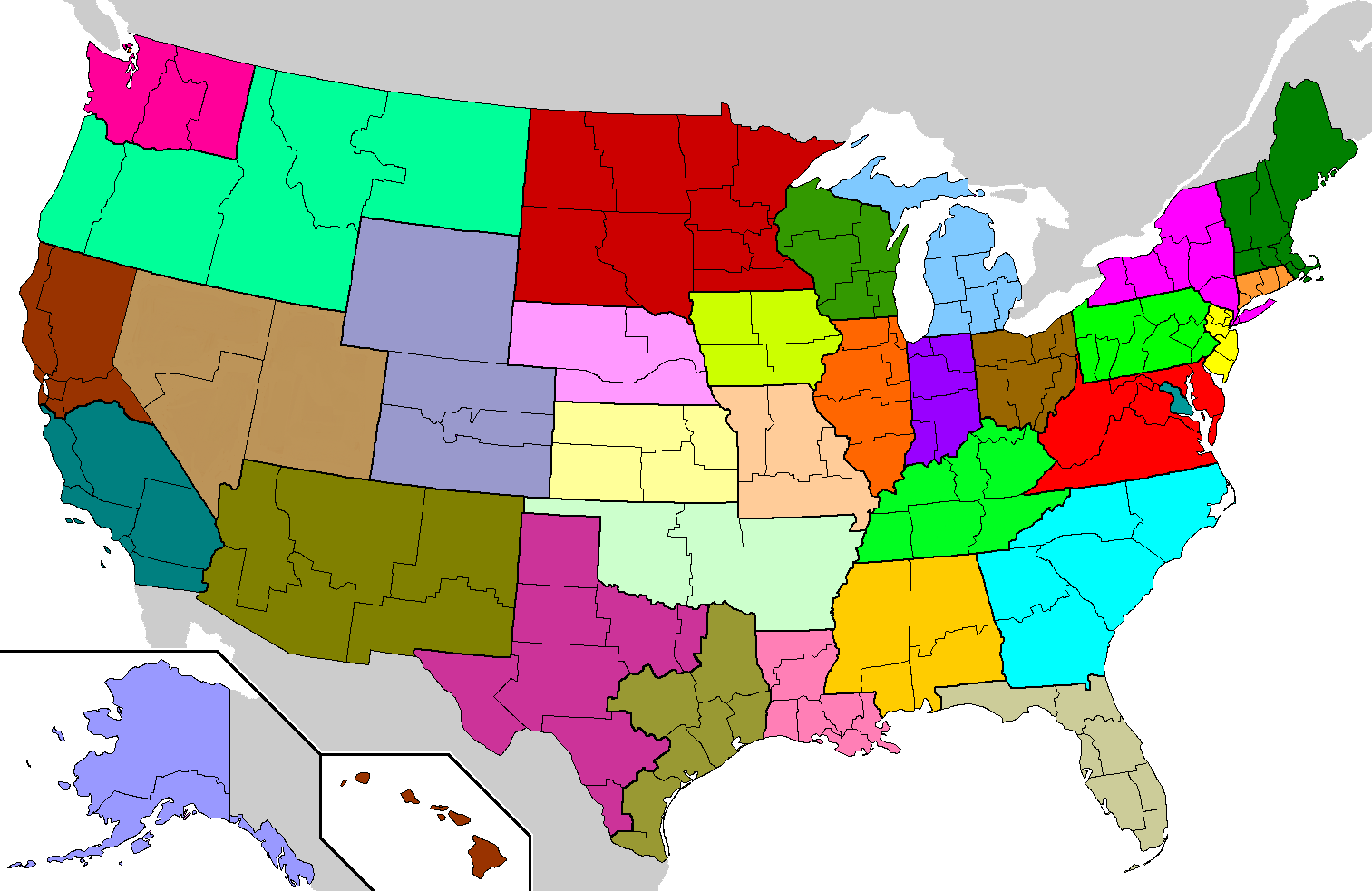
Podział administracyjny kościoła rzymskokatolickiego w Stanach Zjednoczonych

## Początki organizacji kościelnej w USA (1789–1846)
26 listopada 1784 powstała Prefektura Apostolska Stanów Zjednoczonych Ameryki, której stolica była usytuowana w Baltimore. Była to pierwsza jednostka administracyjna Kościoła na tych ziemiach. Wcześniej tereny prefektury podlegały diecezji Quebec w Kanadzie. 6 listopada 1789 prefektura została podniesiona miana diecezji, a pierwszym biskupem Baltimore został jezuita John Carroll.
W pierwszej połowie XIX w. nastąpił gwałtowny rozwój terytorialny USA. Do roku 1800 unię tworzyło 16 stanów. Do czasu rozpoczęcia pontyfikatu Piusa IX, czyli w 1846, stanów było już 29. Bardzo szybko wzrastała ludność w kraju na skutek imigracji i przyrostu naturalnego. Podczas gdy w 1791 ludność unii szacowano na ok. 3,9 mln, to do ok. roku 1850 liczba ta wzrosła do 23 mln. Większość imigrantów stanowili Irlandczycy, wzrastała więc potrzeba organizowania sieci parafialnych, tworzenia nowych diecezji. Dzięki inicjatywie metropolitów baltimorskich i ich synodom prowincjonalnym nastąpił rozwój organizacji administracyjnej Kościoła. Ważne zmiany nastąpiły 8 kwietnia 1808, kiedy to powstały cztery nowe diecezje: Bardstown, Boston, Nowy Jork i Filadelfia. Baltimore podniesiono do rangi metropolii. Dalsze diecezje powstawały w wyniku rozwoju terytorialnego unii. Najczęściej na nowo pozyskanych terenach początkowo były tworzone Wikariaty Apostolskie. W dniu rozpoczęcia pontyfikatu Piusa IX na terenach należących do unii było 20 diecezji.
Wikariaty Apostolskie utworzone w latach 1789–1846:
- Wikariat Apostolski Missisipi i Alabamy (utworzony 13 sierpnia 1822) – zlikwidowany 22 czerwca 1823
- Wikariat Apostolski Alabamy i Florydy (29 sierpnia 1825) – od 1825 diecezja Mobile,
- Wikariat Apostolski Missisipi (18 lipca 1826) – od 1837 diecezja Natchez
- Wikariat Apostolski Teksas (10 lipca 1841) – wcześniej, od 1839 była to Prefektura Apostolska, od 1847 diecezja Galveston
- Wikariat Apostolski Terytorium Oregon 1 grudnia 1843) – od 1846 diecezja Oregon City

Diecezje powstałe w latach 1789–1846 (w nawiasie data erygowania):
- Baltimore, Maryland (6 listopada 1789) – od 8 kwietnia 1808 archidiecezja
- Bardstown, Kentucky (8 kwietnia 1808) – od 13 lutego 1841 diecezja ma siedzibę w Louisville
- Boston, Massachusetts (jak wyżej)
- Nowy Jork Nowy Jork (jw.)
- Filadelfia, Pensylwania (j.w)
- Charleston, Karolina Południowa (11 lipca 1820)
- Richmond, Wirginia (jw.)
- Cincinnati, Ohio (19 czerwca 1821)
- Nowy Orlean, Luizjana (18 lipca 1826)
- Saint Louis, Missouri (jw.)
- Mobile, Alabama (15 maja 1829)
- Detroit, Michigan (8 marca 1833)
- Vincennes, Indiana (6 maja 1834 – od 28 marca 1898 diecezja ma siedzibę w Indianapolis
- Dubuque, Iowa (28 lipca 1837)
- Natchez, Missisipi (28.07.1837) – od 1 marca 1977 diecezja ma siedzibę w Jackson
- Nashville, Tennessee (28.07.1837)
- Pittsburgh, Pensylwania (11 sierpnia 1843)
- Chicago, Illinois (28 listopada 1843)
- Hartford, Connecticut (28.11.1843)
- Little Rock, Arkansas (28.11.1843)
- Milwaukee, Wisconsin (28.11.1843)

## Rozwój organizacji kościelnej (lata 1846–1903)
Od ok. 1850 Kościół Katolicki zaczął wywierać coraz większy wpływ na życie Ameryki. Nastąpił ogromny rozwój terytorialny administracji kościelnej. Za czasów pontyfikatu Piusa IX (1846–1878) powstało 37 nowych diecezji, 10 zostało podniesionych do rangi metropolii. Miało na to wpływ przystąpienie do unii 10 nowych stanów, ale przede wszystkim migracje ludności Europy. W wyniku klęski nieurodzaju w Irlandii ok. 1850 roku, rozpoczęły się masowe migracje Irlandczyków. W okresie drugiej połowy XIX w. w poszukiwaniu lepszych warunków bytowania za ocean zaczęli się też przeprawiać Polacy, Włosi, Węgrzy, Francuzi i Niemcy (w większości były to narody katolickie). Wolność religijna w USA sprawiła, że Kościół mógł się rozwijać bez przeszkód, choć jak widać był to prawdziwy Kościół imigrantów. Za Leona XIII (1878–1903) powstało dalszych 27 diecezji i 3 archidiecezje. Pierwsze miejsce wśród katolików imigrantów zajmowali Irlandczycy (według szacunków z ok. 1850 było ich na terenie USA 960 tys.). Tylko w latach 1820–1870 przybyło ich 1,6 mln. Zaczęli oni wypierać zdominowaną przez Francuzów hierarchię amerykańską, po 1860 stanowili już większość w episkopacie USA. Na przełomie wieków migracje z Europy nie osłabły, a wręcz wzrosły. Nadal przybywali Polacy, Włosi, Irlandczycy i inni. Pod koniec XIX w. co 9 Amerykanin był katolikiem.
Wikariaty Apostolskie utworzone w latach 1846–1903:
- Wikariat Apostolski Terytorium Indian na Wschód od Rocky Mountains (19 lipca 1850 – od 1857 Wikariat Apostolski Kansas, a od 1877 diecezja Leavenworth
- Wikariat Apostolski Górnego Michigan (29.07.1853) – od 1857 diecezja Sault Sainte Marie
- Wikariat Apostolski Nebraska (6 stycznia 1857) – od 1885 diecezja Omaha
- Wikariat Apostolski Florydy (9 stycznia 1857 – od 1870 diecezja Saint Augustine
- Wikariat Apostolski Marysville (27 września 1860) – od 1868 diecezja Grass Valley
- Wikariat Apostolski Arizony (1868) – od 1897 diecezja Tucson
- Wikariat Apostolski Colorado i Utah (1868) – od 1870 Wikariat Apostolski Colorado, a od 1887 diecezja Denver
- Wikariat Apostolski Idaho i Montany (3 marca 1868) – od 5 marca 1883 Wikariat Apostolski Idaho, a od 1893 diecezja Boise City
- Wikariat Apostolski Karoliny Północnej (jw.) – od 1924 diecezja Raleigh
- Wikariat Apostolski Brownsville (28 sierpnia 1874) – od 1912 diecezja Corpus Christi
- Wikariat Apostolski Północnej Minnesoty (12 lutego 1875) – od 1889 diecezja Saint Cloud
- Wikariat Apostolski Dakoty (12 sierpnia 1879) – od 1889 diecezja Sioux Falls
- Wikariat Apostolski Montany (5 marca 1883) – od 1884 diecezja Helena
- Wikariat Apostolski Utah (1887) – od 1891 diecezja Salt Lake
- Wikariat Apostolski Terytorium Indian (29 maja 1891) – wcześniej była to Prefektura Apostolska Terytorium Indian (od 1876), od 1905 diecezja Oklahoma City
- Prefektura Apostolska Alaski (27 lipca 1894) – od 1916 Wikariat Apostolski, a od 1962 diecezja Fairbanks

Diecezje powstałe za pontyfikatu Piusa IX:
- Oregon City, Oregon (24 lipca 1846) – od 26 września 1928 siedziba archidiecezji to Portlandu
- Walla Walla (24.07.1846) – diecezja została zlikwidowana 29 lipca 1853
- Albany, Nowy Jork (23 kwietnia 1847)
- Buffalo, Nowy Jork (jw.)
- Cleveland, Ohio (jw.)
- Galveston, Teksas (4 maja 1847)
- Monterey, Kalifornia (20 listopada 1849) – wcześniej była to diecezja Obu Kalifornii (od 1840), w 1859 nazwę zmieniono na Monterey-Los Angeles, a od 6 października 1967 diecezja nosi nazwę Monterey in California
- Nesqually, Waszyngton (31 maja 1850) – od 11 września 1907 diecezja ma siedzibę w Seattle
- Savannah, Georgia (3 lipca 1850)
- Wheeling, Wirginia (19 lipca 1850) – od 21 sierpnia 1974 diecezja nazywa się Wheeling-Charleston
- Saint Paul, Minnesota (jw.) – od 11 lipca 1966 diecezja nosi nazwę Saint Paul and Minneapolis
- Santa Fe, Nowy Meksyk(23 lipca 1850)
- Brooklyn, Nowy Jork (29 lipca 1853)
- Burlington, Vermont (jw.)
- Covington, Kentucky (jw.)
- Erie, Pensylwania (jw.)
- Natchitoches, Luizjana (jw.) – od 1910 diecezja ma siedzibę w Alexandrii
- Newark, New Jersey (jw.)
- Portland, Maine (jw.)
- Quincy, Illinois (jw.) – w 1857 diecezja zmieniła siedzibę na Alton, od 26 października 1923 diecezja ma siedzibę w Springfield i nosi nazwę Springfield in Illinois
- San Francisco, Kalifornia (jw.)
- Fort Wayne, Indiana (8 stycznia 1857) – od 28 maja 1960 diecezja nazywa się Fort Wayne-South Bend
- Sault Saint Marie, Michigan (9 stycznia 1857) – od 23 października 1865 diecezja nosiła nazwę Sault Sainte Marie-Marquette, od 3 stycznia 1937 diecezja ma siedzibę w Marquette
- Columbus, Ohio (3 marca 1868)
- Green Bay, Wisconsin (jw.)
- Harrisburg, Pensylwania (jw.)
- La Crosse, Wisconsin (jw.)
- Rochester, Nowy Jork (jw.)
- Saint Joseph, Missouri (jw.) – 2 lipca 1956 diecezja została zjednoczona z diecezją Kansas City
- Scranton, Pensylwania (jw.)
- Wilmington, Delaware (jw.)
- Grass Valley, Kalifornia (22 marca 1868) – 28 maja 1886 diecezja została zlikwidowana i włączona do nowo powstałej diecezji Sacramento
- Saint Augustine, Floryda (11 marca 1870
- Springfield, Massachusetts (14 czerwca 1870)
- Ogdensburg, Nowy Jork (15 lutego 1872)
- Providence, Rhode Island (16 lutego 1872)
- San Antonio, Teksas (28 sierpnia 1874)
- Peoria, Illinois (12 lutego 1875)
- Allegheny, Pensylwania (11 stycznia 1876) – zlikwidowana 1 lipca 1889 i włączona do diecezji Pittsburgh
- Leavenworth, Kansas (22 maja 1877) – od 10 maja 1947 diecezja ma siedzibę w Kansas City

Diecezje podniesione do rangi archidiecezji za Piusa IX:
- Saint Louis (20 lipca 1847)
- Nowy Jork (19 lipca 1850)
- Cincinnati (jw.)
- Nowy Orlean (jw.)
- Oregon City (29 lipca 1850)
- San Francisco (29.07. 1853)
- Boston (12 grudnia 1875)
- Filadelfia (jw.)
- Milwaukee (jw.)
- Santa Fe (jw.)

Diecezje powstałe za pontyfikatu Leona XIII:
- Kansas City, Missouri (10 września 1880) – od 2 lipca 1956 diecezja nazywa się Kansas City-Saint Joseph
- Davenport, Iowa (14 czerwca 1881)
- Trenton, New Jersey (2 sierpnia 1881)
- Grand Rapids, Michigan (19 maja 1882)
- Helena, Montana (7 marca 1884)
- Manchester, New Hampshire (15 kwietnia 1884)
- Omaha, Nebraska (2 października 1885)
- Sacramento, Kalifornia (28 maja 1886)
- Syracuse, New York (26 listopada 1886)
- Belleville, Illinois (7 stycznia 1887)
- Cheyenne, Wyoming (2 sierpnia 1887)
- Concordia, Kansas (jw.) – od 23 grudnia 1944 diecezja ma siedzibę w Salina
- Lincoln, Nebraska (jw.)
- Wichita, Kansas (jw.)
- Denver, Kolorado (16 sierpnia 1887)
- Saint Cloud, Minnesota (22 września 1889)
- Duluth, Minnesota (3 października 1889)
- Jamestown, Dakota Północna (10 listopada 1889) – od 6 kwietnia 1897 diecezja ma siedzibę w Fargo
- Sioux Falls, Dakota Południowa (12 listopada 1889)
- Winona, Minnesota (26 listopada 1889)
- Dallas, Teksas (15 lipca 1890)
- Salt Lake, Utah (27 stycznia 1891) – od 31 marca 1951 diecezja nosi nazwę Salt Lake City
- Boise City, Idaho (25 sierpnia 1893)
- Tucson, Arizona (8 maja 1897)
- Altoona, Pensylwania (30.05.1901) – od 9 października 1957 diecezja nosi nazwę Altoona-Johnstown
- Sioux City, Iowa (15 stycznia 1902)
- Lead, Dakota Południowa (4 sierpnia 1902) – od 1 sierpnia 1930 diecezja ma siedzibę w Rapid City
- Baker City, Oregon (19 lipca 1903) – od 16 lutego 1952 diecezja nosi nazwę Baker

Diecezje podniesione do rangi archidiecezji za Leona XIII:
- Chicago (10 września 1880)
- Saint Paul (4 maja 1888)
- Dubuque (15 czerwca 1893)

## Kościół w USA w XX wieku
Rozwój terytorialny i ludnościowy, a także gospodarczy sprawił, że USA w XX stuleciu wysunęły się na pierwszą pozycję, jako najważniejsze supermocarstwo świata. W XX w. przybyło 5 dalszych stanów, przyrost naturalny był bardzo wysoki, wciąż narastała imigracja. Rozwój liczbowy Kościoła postępował milowymi krokami. W 1920 katolicy stanowili 16,8%, w 1950 było to już 18,23%, a w 1990 – 22,1%. Rozrastała się również organizacja Kościoła. W XX w. powstało 18 metropolii i 94 diecezji.
Diecezje powstałe w latach 1903–1939:
- Fall River, Massachusetts (12 marca 1904)
- Great Falls, Montana (18 maja 1904) – od 14 lutego 1980 nazwa diecezji to Great Falls-Billings
- Superior, Wisconsin (3 maja 1905)
- Oklahoma City, Oklahoma (23 sierpnia 1905)
- Rockford, Illinois (27 września 1908)
- Bismarck, Dakota Północna (31 grudnia 1909)
- Crookston, Minnesota (jw.)
- Toledo, Ohio (15 kwietnia 1910)
- Des Moines, Iowa (12 sierpnia 1911)
- Kearney, Nebraska (8 marca 1912) – od 11 kwietnia 1917 diecezja ma siedzibę w Grand Island
- Corpus Christi, Teksas (23 marca 1912)
- Spokane, Waszyngton (17 grudnia 1913)
- El Paso, Teksas (3 marca 1914)
- Lafayette, Luizjana (11 stycznia 1918)
- Los Angeles-San Diego, Kalifornia (1 czerwca 1922) – od 11 lipca 1936 archidiecezja Los Angeles
- Raleigh, Karolina Północna (12 grudnia 1924)
- Amarillo, Teksas (3 sierpnia 1926)
- Reno, Nevada (27 marca 1931)
- San Diego, Kalifornia (11 lipca 1936)
- Lansing, Michigan (22 maja 1937)
- Camden, New Jersey (9 grudnia 1937)
- Owensboro, Kentucky (jw.)
- Paterson, New Jersey (jw.)
- Saginaw, Michigan (26 lutego 1938)

Diecezje podniesione do rangi archidiecezji w latach 1903–1939:
- San Antonio (3 sierpnia 1926)
- Los Angeles (11 lipca 1936)
- Detroit (22 maja 1937)
- Louisville (10 grudnia 1937)
- Newark (jw.)

Diecezje powstałe w latach 1939–1963:
- Gallup, Nowy Meksyk (16 grudnia 1939)
- Honolulu, Hawaje (25 stycznia 1941)
- Pueblo, Kolorado (15 listopada 1941)
- Youngstown, Ohio (15 maja 1943)
- Evansville, Indiana (21 października 1944)
- Lafayette in Indiana (jw.)
- Steubenville, Ohio (jw.)
- Madison, Wisconsin (22 grudnia 1945)
- Austin, Teksas (15 listopada 1947)
- Waszyngton (jw.) – anulowana została unia personalna z archidiecezją Baltimore
- Joliet in Illinois (11 grudnia 1948)
- Worcester, Massachusetts (14 stycznia 1950)
- Greensburg, Pensylwania (10 marca 1951)
- Dodge City, Kansas (19 maja 1951)
- Juneau, Alaska (23 czerwca 1951)
- Yakima, Waszyngton (jw.)
- Bridgeport, Connecticut (6 sierpnia 1953)
- Norwich, Connecticut (jw.)
- Atlanta, Georgia (2 lipca 1956)
- Jefferson City, Missouri (jw.)
- Springfield-Cape Girardeau, Missouri (jw.)
- Gary, Indiana (10 grudnia 1956)
- Rockville Centre, New York (6 kwietnia 1957)
- New Ulm, Minnesota (18 listopada 1957)
- Miami, Floryda (25 maja 1958)
- Allentown, Pensylwania (28 stycznia 1961)
- Baton Rouge, Luizjana (22 lipca 1961)
- San Angelo, Teksas (16 października 1961)
- Oakland, Kalifornia (13 stycznia 1962)
- Santa Rosa In California (jw.)
- Stockton, Kalifornia (jw.)
- Fairbanks, Alaska (8 sierpnia 1962)

Diecezje podniesione do rangi archidiecezji w latach 1939–1963:
- Denver (15 listopada 1941)
- Indianapolis (21 października 1944)
- Omaha (4 sierpnia 1945)
- Waszyngton (15 listopada 1947)
- Seattle (23 czerwca 1951)
- Kansas City w Kansas (9 sierpnia 1952)
- Hartford (6 sierpnia 1953)
- Atlanta (10 lutego 1962)

Diecezje powstałe po Soborze watykańskim II:
- Brownsville, Teksas (10 lipca 1965)
- Anchorage, Alaska (22 stycznia 1966)
- Beaumont, Teksas (25 czerwca 1966)
- Fresno, Kalifornia (6 października 1967)
- Orlando, Floryda (2 marca 1968)
- Saint Petersburg, Floryda (jw.)
- Birmingham, Alabama (28 czerwca 1969)
- Phoenix, Arizona (jw.)
- Fort Worth, Teksas (9 sierpnia 1969)
- Memphis, Tennessee (20 czerwca 1970)
- Gaylord, Michigan (19 grudnia 1970)
- Kalamazoo, Michigan (jw.)
- Charlotte, Karolina Północna (12 listopada 1971)
- Tulsa, Oklahoma (13 grudnia 1972)
- Arlington, Wirginia (28 maja 1974)
- Pensacola-Tallahassee, Floryda (1 października 1975)
- Orange in California (24 marca 1976)
- Biloxi, Missisipi (1 marca 1977)
- Houma-Thibodaux, Luizjana (2 marca 1977)
- Saint Thomas, Wyspy Dziewicze Stanów Zjednoczonych (20 kwietnia 1977)
- San Bernardino, Kalifornia (14 lipca 1978)
- Lake Charles, Luizjana (29 stycznia 1980)
- San Jose in California (27 stycznia 1981)
- Metuchen, New Jersey (19 listopada 1981)
- Victoria (13.04.1982)
- Las Cruces, Nowy Meksyk (17 sierpnia 1982)
- Lubbock, Teksas (25 marca 1983)
- Colorado Springs, Kolorado (10 listopada 1983)
- Palm Beach, Floryda (16 czerwca 1984)
- Venice, Floryda (jw.)
- Shreveport, Luizjana (16 czerwca 1986)
- Tyler, Teksas (12 grudnia 1986)
- Lexington, Kentucky (14 stycznia 1988)
- Knoxville, Tennessee (27 maja 1988)
- Las Vegas, Nevada (21 marca 1995)
- Laredo, Teksas (3 lipca 2000)

Diecezje podniesione do rangi archidiecezji po 1963 roku:
- Anchorage (22 stycznia 1966)
- Miami (2 marca 1968)
- Oklahoma City (13 grudnia 1972)
- Mobile (29 lipca 1980)
- Galveston-Houston (29 grudnia 2004)